# Michael Keaton
Pour les articles homonymes, voir Michael Douglas (homonymie), Douglas et Keaton (homonymie).
Michael John Douglas, dit Michael Keaton, né le 5 septembre 1951 à Kennedy Township, Pennsylvanie (États-Unis) est un acteur, producteur et réalisateur américain.
Il est notamment connu pour ses collaborations avec Tim Burton à la fin des années 1980 et au début des années 1990. Il joue en effet le rôle-titre de Beetlejuice (1988) qu'il reprend dans Beetlejuice Beetlejuice (2024), puis incarne surtout Bruce Wayne / Batman dans le film Batman (1989) et sa suite Batman : Le Défi (1992), deux grands succès au box-office.
Il a également joué à deux reprises le personnage de Ray Nicolette, héros des romans de Elmore Leonard, dans les films Jackie Brown (1997) de Quentin Tarantino et Hors d'atteinte (1998) de Steven Soderbergh.
Le studio Pixar fait appel à lui pour prêter sa voix à deux de leurs personnages :  la voiture Chick Hicks dans Cars (2006) et le jouet Ken dans Toy Story 3 (2010). Après être apparu dans le remake de 2014 du film Robocop de 1987, il revient la même année sur le devant de la scène grâce au film multi-récompensé Birdman d'Alejandro González Iñárritu, dont les parallèles entre sa carrière et son personnage sont multiples. Il concrétise son retour avec le film Spotlight, grand succès critique de 2015.
L'année 2017 le montre de retour dans une adaptation de comics mais cette fois-ci dans le rôle de l'antagoniste, plus exactement le personnage du Vautour dans le film à succès Spider-Man: Homecoming, seizième film de l'univers cinématographique Marvel. En 2019, il retrouve Tim Burton dans le film Dumbo, tandis qu'en 2021 sa performance dans la mini-série Dopesick lui vaut de nombreuses louanges.
En 2023, il reprend son rôle de Batman dans le film The Flash avec Ezra Miller dans le rôle titre. Lors de ce film, Ben Affleck et George Clooney incarnent aussi d'autres versions du chevalier noir.

## Biographie

### Enfance et débuts
Issu d'une famille originaire d'Écosse, d'Irlande et d'Allemagne, Michael John Douglas naît à Kennedy Township, en Pennsylvanie. Il est le plus jeune d'une famille de sept enfants (il a trois frères et trois sœurs). Son père, George A. Douglas, est ingénieur civil et géomètre-expert,. Sa mère, Leona Elizabeth, est femme au foyer originaire de McKees Rocks en Pennsylvanie,.
Ses dons de comédien se révèlent dès sa jeunesse par de délirantes imitations du chanteur Elvis Presley. Il écrit ses premiers sketches et interprète de nombreux spectacles.
Il commence à travailler dans le cinéma en jouant dans des comédies, Les Croque-morts en folie, Johnny le dangereux, et aussi dans des films avec un ton plus dramatique tel Retour à la vie. Ne pouvant garder son nom à l'écran, du fait de l'homonymie avec Michael Douglas, il se voit dans l'obligation de trouver un nouveau nom. Il choisit « Keaton » en référence à Buster Keaton,.

### Carrière

#### Années 1980-1990: Révélation, puis passage au second plan

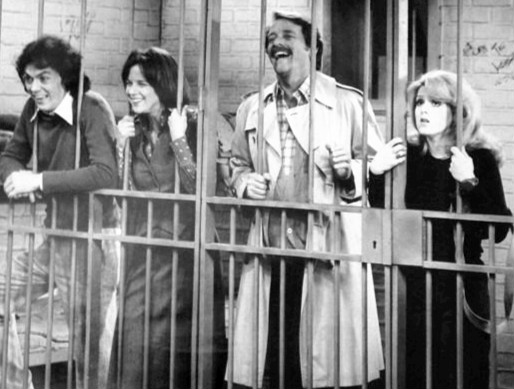
Michael Keaton (à gauche) dans la sitcom All's Fair, en 1977.

Michael Keaton fait ses débuts à l'écran en 1977, dans la série télévisée All's Fair. Cette sitcom le lance dans des comédies mineures, aux succès divers.
C'est en 1988 qu'il parvient à percer. Il est en effet choisi par Tim Burton pour incarner le bio-exorciste inventé par ce dernier dans Beetlejuice, qui connaît un succès planétaire. La carrière de l'acteur est lancée. Burton le choisit aussi pour incarner le rôle de Batman lorsqu'il se voit confier le projet par la Warner. Le studio est hésitant, en raison de l'image délirante qu'a l'acteur auprès du grand public. Mais son interprétation convainc critiques et public, et l'impose comme une star. Le studio donne une plus grande liberté à Burton pour une suite sortie en 1992, Batman : Le Défi. Le film est acclamé par la critique, mais le public suit moins, déstabilisé par une œuvre noire et gothique, où les antagonistes occupent le devant de la scène.
Il enchaîne avec un autre succès, Beaucoup de bruit pour rien (1993), une comédie chorale mise en scène par Kenneth Branagh. Il décline cependant un troisième opus de Batman, lorsque Burton est finalement cantonné au rôle de producteur, et face à la direction plus commerciale prise par le projet. Toutefois, d'autres sources mentionnent un différend concernant le montant du cachet de l'acteur. Celui-ci se serait montré trop gourmand et aurait été, de fait, remercié par les producteurs. Le rôle est confié au plus lisse Val Kilmer.
Dans les années 1990, l'acteur alterne comédies (Mes doubles, ma femme et moi, Une journée de fous) et films dramatiques (My Life). Mais il s'aventure également à jouer les psychopathes dans des thrillers (Fenêtre sur Pacifique, L'Enjeu (1998)) et les policiers dans Un bon flic. Mais les films sont des échecs critiques et commerciaux, et Michael Keaton voit son étoile pâlir. Seule émerge de cette période la comédie Le Journal (1994) de Ron Howard.
La fin de la décennie lui permet de revenir au premier plan : il fait partie de la distribution réunie par Quentin Tarantino pour le polar Jackie Brown, dans lequel il livre une interprétation remarquée de Ray Nicolette, aux côtés notamment de Pam Grier, Samuel L. Jackson et Robert De Niro. Le cinéaste Steven Soderbergh lui permet de reprendre le même rôle dans son propre film noir, Hors d'atteinte (1998). La même année, Barbet Schroeder le dirige dans L'Enjeu qui est un échec commercial.

#### Années 2000-2010: Renaissance commerciale puis critique

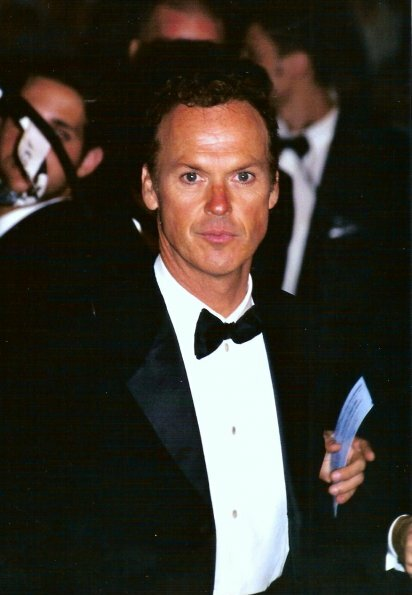
Michael Keaton au Festival de Cannes 2003.

Les rôles de Michael Keaton durant les années 2000 passent en majeure partie inaperçus. Sables mouvants est un échec. Il s'aventure dans des productions plus commerciales : les productions pour adolescents (Des étoiles plein les yeux et La Coccinelle revient) et le film d'horreur La Voix des morts.
Néanmoins, il entame en 2005 une collaboration avec le studio d'animation Pixar en participant au film Cars de John Lasseter. Il prête sa voix à la voiture Chick Hicks, rival du protagoniste Lightning McQueen interprété par Owen Wilson.
Cette période marque un tournant dans sa carrière. Il s'essaie pour la première fois à la réalisation avec le drame Killing Gentleman, sorti en 2008, puis joue surtout de son image cool dans la comédie d'action Very Bad Cops en 2010, portée par Mark Wahlberg et Will Ferrell et réalisée par Adam McKay. La même année, il retrouve le studio Pixar qui lui offre le rôle de la poupée Ken dans le film d'animation Toy Story 3 de Lee Unkrich.
Il d'enchaîne les rôles secondaires dans des productions exposées. En août 2012, il remplace au pied levé l'acteur britannique Hugh Laurie dans RoboCop de José Padilha, remake du film sorti en 1987. Michael Keaton est annoncé dans le rôle du PDG de l'entreprise qui conçoit le robot-flic. Le film, porté par Joel Kinnaman, sort en février 2014.
La même année, il apparait dans l'adaptation cinématographique de la franchise vidéoludique de jeux de course Need for Speed. Le film est réalisé par Scott Waugh et met notamment en scène les acteurs Aaron Paul et Dominic Cooper dans des rôles de pilotes. Quant à Keaton, il incarne l'organisateur d'une compétition automobile clandestine.
Si ces deux projets sont accueillis très fraîchement, c'est néanmoins pour lui l'année de la renaissance : le cinéaste mexicain Alejandro González Iñárritu lui confie le rôle principal de Birdman, œuvre spectaculaire et ambitieuse, qui tend un miroir à une carrière en dents de scies, mais marquée par quelques rôles iconiques. Son interprétation d'un acteur déchu, connu pour un rôle de super-héros et revenant à Broadway dans l'espoir de retrouver la gloire, lui vaut une série de nominations, dont une pour l'Oscar du meilleur acteur, et de récompenses convoitées, comme le Golden Globe du meilleur acteur.
Il confirme dès l'année suivante son retour en grâce avec le drame Spotlight de Tom McCarthy  qui remporte de nombreuses récompenses dont l'Oscar du meilleur film. Présent dans la distribution d'ensemble du film, l'acteur tient le rôle de Walter « Robby » Robinson, chef de l'équipe d'investigation du Boston Globe, appelée « Spotlight », qui a dévoilé un scandale impliquant des prêtres pédophiles couverts par l'Église catholique dans la région de Boston.
En 2016, il tient le premier rôle masculin du biopic Le Fondateur de John Lee Hancock, où il incarne le vénal Ray Kroc, fondateur de la franchise McDonald's aux dépens des frères Richard et Maurice McDonald. Si le film reçoit des critiques solides, la profession s'accorde dans son ensemble pour saluer le charisme de Keaton,,.
En début d'année, plusieurs sources révèlent que l'acteur serait en négociation pour incarner l'antagoniste du film Spider-Man: Homecoming, premier film Spider-Man mettant en scène Tom Holland dans le costume du super-héros après son apparition dans Captain America: Civil War. En novembre, l'acteur est confirmé dans l'univers cinématographique Marvel et il est annoncé qu'il tiendra le rôle d'Adrian Toomes / le Vautour. Le film sort en juillet 2017. La même année, il joue un des principaux rôles du film d'action American Assassin de Michael Cuesta, d'après le roman de Vince Flynn. L'acteur tient le rôle d'un vétéran de la Guerre froide qui enseigne à une nouvelle recrue de la CIA, jouée par Dylan O'Brien, afin de mener à bien des opérations anti-terroristes.
Vingt-sept ans après Batman : Le Défi, l'acteur retrouve le réalisateur Tim Burton. En effet, Michael Keaton est annoncé à la distribution du film Dumbo, adaptation en prise de vues réelles du long métrage d'animation sorti en 1941. Si Colin Farrell et Eva Green sont également présents, on note également la présence de Danny DeVito, fidèle de Burton et emblématique Pingouin opposé à Keaton dans Batman : Le Défi. Dans le film, Keaton joue un des antagonistes, à savoir V.A. Vandevere, propriétaire d'un cirque concurrent à celui dans lequel se trouve Dumbo.
En 2020, il joue dans À quel prix ? de Sara Colangelo (en). Accompagné par Amy Ryan et Stanley Tucci, il tient le rôle de l'avocat Kenneth Feinberg (en), chargé du fonds de compensation pour les victimes du 11 septembre (en). Le film a son avant-première au Festival du film de Sundance 2020, puis sort mondialement le 3 septembre 2021 sur la plateforme Netflix,. En 2020, il tient également un rôle secondaire dans le film Les Sept de Chicago d'Aaron Sorkin. Dans cette œuvre qui revient sur l'affaire et le procès des Chicago Seven à la fin des années 1960, l'acteur tient le rôle du procureur général des États-Unis Ramsey Clark.
En 2021, il tient un des principaux rôles de la mini-série Dopesick, d'après le livre Dopesick: Dealers, Doctors, and the Drug Company that Addicted America de Beth Macy (en). La série met en scènes divers individus à l'époque de la crise des opioïdes aux États-Unis, faisant suite à la mise en vente d'un anti-douleur du nom d’OxyContin par le laboratoire pharmaceutique Purdue Pharma qui a généré une forte addiction de la part des consommateurs. Michael Keaton tient le rôle d'un médecin d'une ville minière qui sombre dans l'addiction aux anti-douleurs qu'il prescrit à ses patients.
La même année, il joue aux côtés de Maggie Q et de Samuel L. Jackson dans le film thriller d'action La Protégée de Martin Campbell.
En 2022, il reprend le personnage du Vautour dans une scène post-crédits du film  Morbius de Daniel Espinosa, avec Jared Leto dans le rôle titre.

### Vie privée
Michael Keaton a été marié de 1982 à 1990 avec Caroline McWilliams, avec qui il a un fils, Sean (né en 1983). Elle meurt le 11 janvier 2010 à l'âge de 64 ans, des suites d'un cancer du sang. Michael Keaton a également entretenu une relation de six ans avec l'actrice Courteney Cox et a eu une relation de quelques mois avec l'actrice Michelle Pfeiffer, rencontrée lors du tournage de Batman, le défi de Tim Burton.

## Filmographie

### Acteur

#### Cinéma

##### Années 1980
- 1982 : Les Croque-morts en folie (Night Shift) de Ron Howard : Bill Blazejowski
- 1983 : Mister Mom (Mr. Mom) de Stan Dragoti : Jack Butler
- 1984 : Johnny le dangereux (Johnny Dangerously) d'Amy Heckerling : Johnny Kelly
- 1986 : Piégé (Touch and Go) de Robert Mandel : Bobby Barbato
- 1986 : Gung Ho, du saké dans le moteur (Gung Ho) de Ron Howard : Hunt Stevenson
- 1987 : Manhattan Loto (The Squeeze) de Roger Young : Harry Berg
- 1988 : Retour à la vie (Clean and Sober) de Glenn Gordon Caron : Daryl Poynter
- 1988 : Beetlejuice de Tim Burton : Beetlejuice
- 1989 : Batman de Tim Burton : Bruce Wayne / Batman
- 1989 : Une journée de fous (The Dream Team) de Howard Zieff : Billy Caufield

##### Années 1990
- 1990 : Fenêtre sur Pacifique (Pacific Heights) de John Schlesinger : Carter Hayes
- 1991 : Un bon flic (One Good Cop) de Heywood Gould : Artie Lewis
- 1992 : Batman : Le Défi (Batman Returns) de Tim Burton : Bruce Wayne / Batman
- 1993 : My Life de Bruce Joel Rubin : Bob Jones
- 1993 : Beaucoup de bruit pour rien (Much Ado About Nothing) de Kenneth Branagh : Constable Dogberry
- 1994 : Chérie, vote pour moi (Speechless) de Ron Underwood : Kevin Vallick
- 1994 : Le Journal (The Paper) de Ron Howard: Henry Hackett
- 1996 : Mes doubles, ma femme et moi (Multiplicity), de Harold Ramis : Doug Kinney
- 1997 : Les Années rebelles (Inventing the Abbotts) de Pat O'Connor : le narrateur
- 1997 : Jackie Brown de Quentin Tarantino : Ray Nicolette
- 1998 : L'Enjeu (Desperate Measures) de Barbet Schroeder : Peter McCabe
- 1998 : Hors d'atteinte (Out of Sight) de Steven Soderbergh : Ray Nicolette (non crédité)
- 1998 : Jack Frost de Troy Miller : Jack Frost

##### Années 2000
- 2000 : Un but pour la gloire (A Shot of Glory) de Michael Corrente : Peter Cameron
- 2003 : Un tueur aux trousses (Quicksand) de John Mackenzie : Martin Raikes (DTV)
- 2004 : Des étoiles plein les yeux (First Daughter) de Forest Whitaker : le président Mackenzie
- 2005 : La Voix des morts (White Noise) de Geoffrey Sax : Jonathan Rivers
- 2005 : La Coccinelle revient (Herbie Fully Loaded) d'Angela Robinson : Ray Peyton Sr.
- 2006 : Game 6 de Michael Hoffman : Nicky Rogan
- 2006 : The Last Time de Michael Caleo : Ted (DTV)
- 2008 : Killing Gentleman (The Merry Gentleman) de Michael Keaton : Frank Logan
- 2009 : Post Grad de Vicky Jenson : Walter Malby

##### Années 2010
- 2010 : Very Bad Cops d'Adam McKay : Capitaine Gene Mauch
- 2013 : Dans l'ombre de la proie (Penthouse North) de Joseph Ruben : Hollander (DTV)
- 2014 : RoboCop de José Padilha : Raymond Sellars
- 2014 : Need for Speed de Scott Waugh : Monarch
- 2014 : Birdman d'Alejandro González Iñárritu : Riggan Thomson
- 2015 : Spotlight de Tom McCarthy : Walter « Robby » Robinson
- 2016 : Le Fondateur (The Founder) de John Lee Hancock : Ray Kroc
- 2017 : Spider-Man: Homecoming de Jon Watts : Adrian Toomes / le Vautour
- 2017 : American Assassin de Michael Cuesta : Stan Hurley
- 2019 : Dumbo de Tim Burton : V. A. Vandevere

##### Années 2020
- 2020 : Les Sept de Chicago (The Trial of the Chicago 7) d'Aaron Sorkin : Ramsey Clark
- 2021 : La Protégée (The Protégé) de Martin Campbell : Rembrandt
- 2021 : À quel prix ? (Worth) de Sara Colangelo : Ken Feinberg
- 2022 : Morbius de Daniel Espinosa : Adrian Toomes / Le Vautour
- 2022 : Batgirl d'Adil El Arbi et Bilall Fallah : Bruce Wayne / Batman[n 1]
- 2023 : The Flash d'Andy Muschietti : Bruce Wayne / Batman
- 2023 : Knox (Knox Goes Away) de lui-même : John Knox
- 2024 : Beetlejuice Beetlejuice de Tim Burton : Beetlejuice
- 2024 : Goodrich de Hallie Meyers-Shyer : Andy

#### Télévision

##### Téléfilms
- 2003 : En direct de Bagdad (Live from Baghdad) de Mick Jackson : Robert Wiener
- 2013 : Clear History de Greg Mottola : Joe Stumpo

##### Série télévisées
- 1977 et 1978 : All's Fair : Lanny Wolf et Chip Winston
- 1979 : Working Stiffs : Mike O'Rourke
- 1982 : Report to Murphy : Murphy
- 2003 : Frasier : Blaine Sternin (1 épisode)
- 2006 : The Company : James Jesus Angleton
- 2021 : Dopesick: Dr Samuel Finnix[30],[31].

##### Films d'animation
- 1995 : Porco Rosso de Hayao Miyazaki : Porco Rosso (doublage, version anglophone)
- 2006 : Cars de John Lasseter : Chick Hicks
- 2010 : Toy Story 3 de Lee Unkrich : Ken
- 2015 : Les Minions (Minions) de Kyle Balda et Pierre Coffin : Walter Nelson

##### Série d'animation
- 2003 : Les Simpson : Jack Crowley (épisode Pokey Mom)

#### Jeux vidéo
- 2006 : Cars : Quatre Roues : Chick Hicks
- 2013 : Call of Duty: Black Ops II : Jason Hudson

### Producteur
- 2000 : Sexe attitudes (producteur exécutif)

### Réalisateur
- 2008 : Killing Gentleman (The Merry Gentleman)
- 2023 : Knox Goes Away

## Distinctions

### Récompenses
- Festival du film de Hollywood 2014 : Hollywood Career Achievement
- Birdman :
  - Detroit Film Critics Society Awards 2014 : meilleur acteur
  - Gotham Awards 2014 : meilleur acteur
  - Dallas-Fort Worth Film Critics Association Awards 2014 : meilleur acteur
  - Kansas City Film Critics Circle Awards 2014 : meilleur acteur
  - Los Angeles Film Critics Association Awards 2014 : meilleur acteur
  - National Board of Review Awards 2014 : meilleur acteur(ex æquo avec Oscar Isaac pour A Most Violent Year)
  - Phoenix Film Critics Society Awards 2014 : meilleur acteur
  - Washington D.C. Area Film Critics Association Awards 2014 : meilleur acteur
  - Golden Globes 2015 : Meilleur acteur dans un film musical ou une comédie
- New York Film Critics Circle Awards 2015 : meilleur acteur pour Spotlight
- Dopesick :
  - Golden Globes 2022 : Meilleur acteur dans une mini-série ou un téléfilm
  - SAG Awards 2022 : Meilleur acteur dans une mini-série ou un téléfilm
  - Primetime Emmy Awards 2022 : Meilleur acteur dans une mini-série ou un téléfilm

### Décorations
- Officier de l'ordre des Arts et des Lettres

## Voix francophones
En version française, Bernard Lanneau est la voix française régulière de Michael Keaton. Il y a également eu Michel Papineschi, Jérôme Keen, Patrick Osmond et Emmanuel Jacomy qui l'ont doublé à trois reprises chacun.
En version québécoise, Daniel Picard est la voix québécoise régulière de l'acteur. Il y a également Éric Gaudry qui l'a doublé à cinq reprises.

## Dans la culture populaire
L'acteur possède une certaine ressemblance physique avec l'animateur de télévision français Julien Lepers.